# Ngựa Exmoor
Ngựa Exmoor là một giống ngựa có nguồn gốc từ quần đảo Anh, nơi mà một số vẫn đi lang thang như chăn nuôi bán gia súc trên khu vực Exmoor, một khu vực rộng lớn của moorland ở Devon và Somerset ở phía tây nam nước Anh. Các con Exmoor đã được đưa ra "nguy cơ" trạng thái của Rare Breeds Survival Trust và tình trạng "đe dọa" của The Livestock Conservancy. Nó là một trong những giống ngựa của vùng Isles của Anh và giống ngựa moorland, có hình dạng tương tự như của các giống ngựa tích nghi với thời tiết lạnh khác. Ngựa Exmoor rất cứng cáp và được sử dụng cho một loạt các hoạt động cưỡi ngựa. Trong trạng thái tự do chuyển vùng, sự hiện diện của giống ngựa trên Exmoor góp phần bảo tồn và quản lý một số môi trường sống đồng cỏ tự nhiên.
Những họ hàng nhà ngựa (Equines) đã có mặt ở Anh từ 700.000 trước Công nguyên, và hóa thạch vẫn được tìm thấy trong khu vực Exmoor có từ khoảng 50.000 năm trước Công nguyên. Một số người cho rằng giống này đã được thuần chủng từ thời kỳ băng hà; những người khác cho rằng điều này không được hỗ trợ bởi nghiên cứu DNA hiện đại. Tuy nhiên có một hình thái gần giống với con ngựa hoang dã nguyên thủy. Khảo sát khảo cổ học đã chỉ ra rằng những con ngựa được sử dụng để vận chuyển ở phía tây nam nước Anh vào khoảng năm 400 trước Công nguyên, và những bức chạm khắc La Mã cho thấy những con ngựa khá giống với hình dạng của những con ngựa Exmoor.
Cuốn sổ Domesday ở Exmoor vào năm 1086 và hậu duệ của ngựa được cho là từ những con ngựa ở đồng hoang vào năm 1818 hình thành nên nền tảng của giống Exmoor ngày nay, mặc dù một xã hội giống chưa được hình thành cho đến năm 1921. Giống này gần như tuyệt chủng sau Chiến tranh thế giới thứ hai, vì những người lính sử dụng chúng để thực hành mục tiêu và kẻ trộm giết chúng vì thịt của chúng. Sau chiến tranh, một nhóm nhỏ các nhà lai tạo đã làm việc để cứu Exmoor, và trong những năm 1950 ngựa bắt đầu được xuất khẩu sang Bắc Mỹ. Cuốn sổ phả hệ giống (stud) đầu tiên được xuất bản vào năm 1963, và vào năm 1981 công khai đã dẫn đến sự gia tăng sự quan tâm đến giống ngựa này. Tính đến năm 2010 đã có khoảng 800 ngựa Exmoor trên toàn thế giới.